# Campages nipponensis
Campages nipponensis är en armfotingsart som beskrevs av Yoshitaka Yabe och Kishio Hatai 1935. Campages nipponensis ingår i släktet Campages och familjen Dallinidae. Inga underarter finns listade i Catalogue of Life.